# Coccopsis positiva
Coccopsis positiva är en tvåvingeart som beskrevs av Boris Mamaev 1998. Coccopsis positiva ingår i släktet Coccopsis och familjen gallmyggor. Inga underarter finns listade i Catalogue of Life.